# 船橋市立行田西小学校
船橋市立行田西小学校（ふなばししりつ ぎょうだにししょうがっこう）は、千葉県船橋市行田三丁目にある公立小学校。

## 交通
- 武蔵野線船橋法典駅下車　徒歩15分

## 沿革
出典:
- 1976年（昭和51年）4月1日－船橋市立行田西小学校開校
- 7月12日－プール完成
- 10月28日－校章決定
- 1978年（昭和53年）2月1日－校歌発表会（作詞・作曲　高木東六）
- 1979年（昭和54年) 3月10日－体育館落成式
- 2006年（平成18年）4月1日－みどりルーム（情緒障害通級指導教室）開設
- 2007年（平成19年）4月1日－わかば学級（特別支援学級）開設
- 2016年（平成28年）4月1日－あおば学級（特別支援学級）開設

## 校歌
出典:
作詞・作曲　高木東六